# Mahadevpatti
Mahadevpatti (nep. महादेवपट्टी) – gaun wikas samiti w środkowej części Nepalu w strefie Narajani w dystrykcie Parsa. Według nepalskiego spisu powszechnego z 2001 roku liczył on 1006 gospodarstw domowych i 5940 mieszkańców (2886 kobiet i 3054 mężczyzn).